# Organiste mordoré
Euphonia mesochrysa
Espèce
Statut de conservation UICN

 LC  : Préoccupation mineure
L'Organiste mordoré (Euphonia mesochrysa) est une espèce de passereau d'Amérique centrale de la famille des Fringillidae.
Cet oiseau est réparti à travers les Andes boréales.

## Sous-espèces
Cet oiseau est représenté par 3 sous-espèces :
- Euphonia mesochrysa mesochrysa Salvadori, 1873 — vallée du río Magdalena et est de l'Équateur ;
- Euphonia mesochrysa media (Zimmer, 1943) — centre/nord du Pérou ;
- Euphonia mesochrysa tavarae (Chapman, 1925) — du sud du Pérou au centre de la Bolivie.